# Bagneux-la-Fosse
Bagneux-la-Fosse és un municipi francès situat al departament de l'Aube i a la regió del Gran Est. L'any 2007 tenia 180 habitants.

## Demografia

### Població
El 2007 la població de fet de Bagneux-la-Fosse era de 180 persones. Hi havia 84 famílies de les quals 27 eren unipersonals (4 homes vivint sols i 23 dones vivint soles), 38 parelles sense fills, 15 parelles amb fills i 4 famílies monoparentals amb fills.
La població ha evolucionat segons el següent gràfic:
Habitants censats

### Habitatges
El 2007 hi havia 143 habitatges, 86 eren l'habitatge principal de la família, 13 eren segones residències i 44 estaven desocupats. Tots els 143 habitatges eren cases. Dels 86 habitatges principals, 75 estaven ocupats pels seus propietaris, 6 estaven llogats i ocupats pels llogaters i 5 estaven cedits a títol gratuït; 8 tenien dues cambres, 11 en tenien tres, 20 en tenien quatre i 47 en tenien cinc o més. 72 habitatges disposaven pel capbaix d'una plaça de pàrquing. A 42 habitatges hi havia un automòbil i a 33 n'hi havia dos o més.

### Piràmide de població
La piràmide de població per edats i sexe el 2009 era:
| Homes | Edats   | Dones |
| ----- | ------- | ----- |
| 0     | 95 o +  | 0     |
| 4     | 90 a 94 | 0     |
| 0     | 85 a 89 | 8     |
| 0     | 80 a 84 | 4     |
| 4     | 75 a 79 | 4     |
| 4     | 70 a 74 | 4     |
| 12    | 65 a 69 | 8     |
| 8     | 60 a 64 | 0     |
| 4     | 55 a 59 | 0     |
| 4     | 50 a 54 | 0     |
| 8     | 45 a 49 | 16    |
| 8     | 40 a 44 | 8     |
| 12    | 35 a 39 | 4     |
| 0     | 30 a 34 | 4     |
| 12    | 25 a 29 | 4     |
| 0     | 20 a 24 | 4     |
| 4     | 15 a 19 | 0     |
| 8     | 10 a 14 | 0     |
| 0     | 5 a 9   | 8     |
| 4     | 0 a 4   | 4     |

## Economia
El 2007 la població en edat de treballar era de 111 persones, 88 eren actives i 23 eren inactives. De les 88 persones actives 83 estaven ocupades (45 homes i 38 dones) i 5 estaven aturades (2 homes i 3 dones). De les 23 persones inactives 7 estaven jubilades, 5 estaven estudiant i 11 estaven classificades com a «altres inactius».

### Ingressos
El 2009 a Bagneux-la-Fosse hi havia 92 unitats fiscals que integraven 194,5 persones, la mediana anual d'ingressos fiscals per persona era de 25.565 €.

### Activitats econòmiques
Dels 5 establiments que hi havia el 2007, 3 eren d'empreses alimentàries, 1 d'una empresa de construcció i 1 d'una empresa de transport.
L'únic servei als particulars que hi havia el 2009 era un guixaire pintor.
L'any 2000 a Bagneux-la-Fosse hi havia 36 explotacions agrícoles que ocupaven un total de 1.430 hectàrees.

## Equipaments sanitaris i escolars
El 2009 hi havia una escola elemental.

## Poblacions més properes
El següent diagrama mostra les poblacions més properes.